# 머치슨 운석

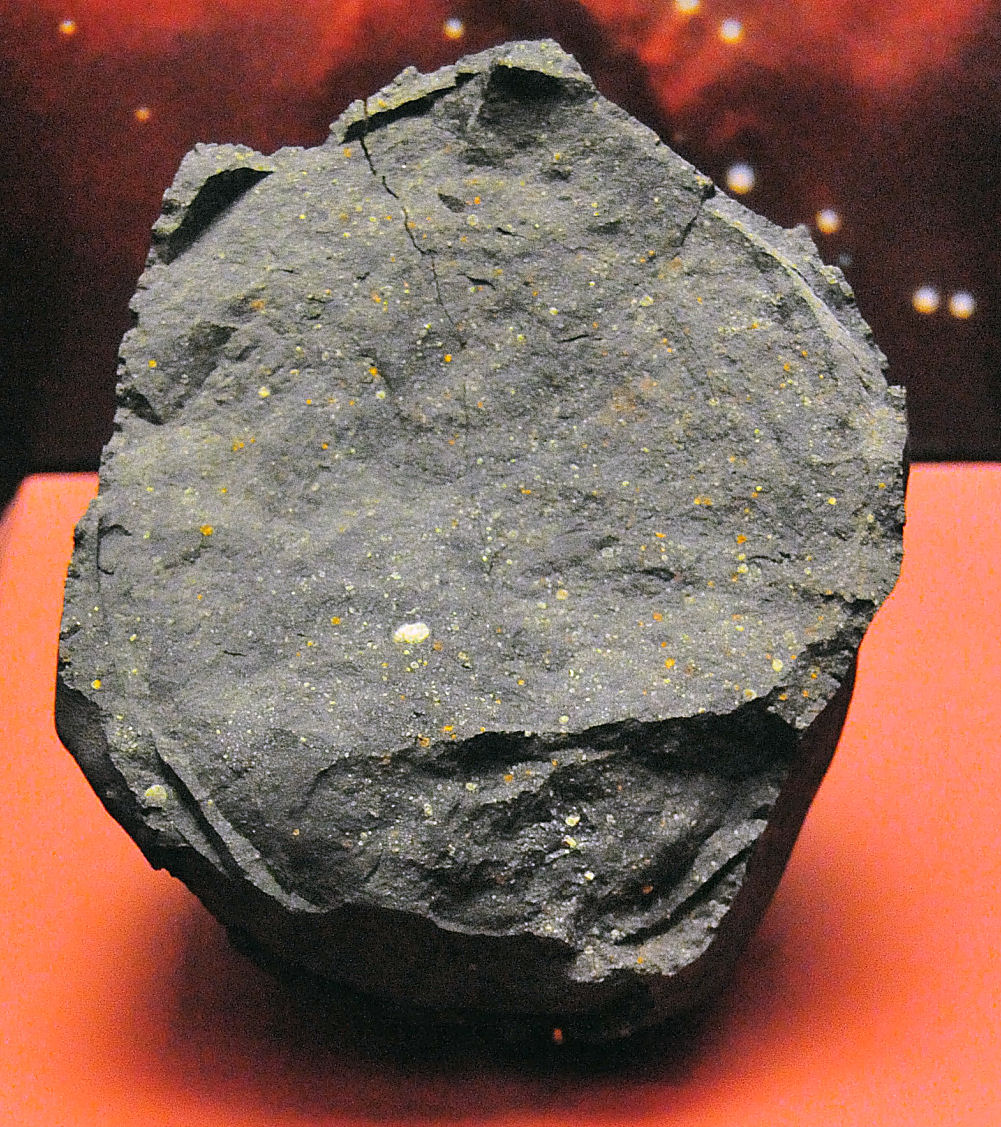
워싱턴 D.C. 국립 자연사 박물관의 머치슨 운석 표본.

머치슨 운석(Murchison meteorite)은 1969년 오스트레일리아 빅토리아주 머치슨 지역 근처에 떨어진 운석이다. 이 운석은 유기 화합물이 풍부한 탄소질 구립운석(콘드라이트) 계열에 속한다. 무게가 100kg 이상이고, 실제로 낙하하는 것이 관측된 운석이기 때문에 머치슨 운석은 지금까지 가장 많이 연구된 운석 중 하나가 되었다.
2020년 1월, 우주화학자들은 현재까지 지구에서 발견된 가장 오래된 물질이 머치슨 운석에서 나온 탄화 규소(카보런덤, SiC)입자라고 발표하였다. 이 탄화 규소 입자들은 약 70억 년 전에 형성된 것으로 밝혀졌으며, 이는 지구와 태양계의 나이인 45.4억년보다 약 25억년 정도 더 오래되었다. 출판된 해당 연구에 따르면, “먼지의 수명을 추정하는 데에는 주로 정교한 이론 모델들이 활용되지만, 이들 모델은 흔히 존재하는 작은 먼지 입자에 초점을 맞추고 있으며, 큰 불확실성을 지닌 가정들에 기반하고 있다”라고 지적했다.

## 역사
1969년 9월 28일 오전 10시 58분경(현지 시간, GMT+12)에 호주 빅토리아주의 머치슨 인근에서 밝은 불덩어리가 세 조각으로 나뉘어 사라지며 연기 구름이 나타나는 것이 목격되었다. 약 30초 후 땅의 진동 소리가 들려졌다. 대다수의 운석 파편은 13km2 이상의 넓은 지역에 흩어진 것이 발견되었으며, 일부 조각은 최대 7kg까지 달하였다. 많은 운석 파편 중 680g 운석 파편이 지붕을 뚫고 건초 위에 떨어지기도 하였다. 발견된 전체 운석 파편을 합한 질량은 100kg을 넘었다.

## 분류 및 구성

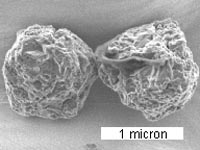
머치슨 운석의 두 탄화 규소 입자

이 운석은 CM 계열의 탄소질 콘드라이트(carbonaceous chondrite)에 속한다. 대부분의 CM 콘드라이트처럼 머치슨 운석은 광범위한 수성 변질을 겪었지만 식별 가능한 콘드룰과 원상태의 변화되지 않은 감람석이나 휘석을 포함하고 있는 Type 2 콘드라이트 운석이다. 이는 지구에 떨어지기 전에 수분이 풍부한 액체에 의해 상당한 변형을 겪었다는 것을 뜻한다. CM 콘드라이트와 CI 콘드라이트는 탄소가 풍부하고 화학적으로 가장 원시적인 운석 중 하나이다. 머치슨 운석에는 칼슘-알루미늄 포유물(CAI, calcium–aluminium-rich inclusion)이 많이 존재한다. 여러 차례의 연구를 통해 생명의 기본 요소 중 일부인 아미노산이 이 운석에서 15종 이상 발견되었다.
2020년 1월, 천문학자들은 머치슨 운석에서 나온 탄화 규소 입자들이 태양계 형성 이전에 만들어진 태양전입자라는 것을 밝혀냈다. 이 입자들 중 가장 오래된 것은 지구와 태양계보다 30±20억 년 더 오래된 것으로 확인되었으며, 현재 지구에서 발견된 가장 오래된 물질로 보여진다.

## 유기 화합물

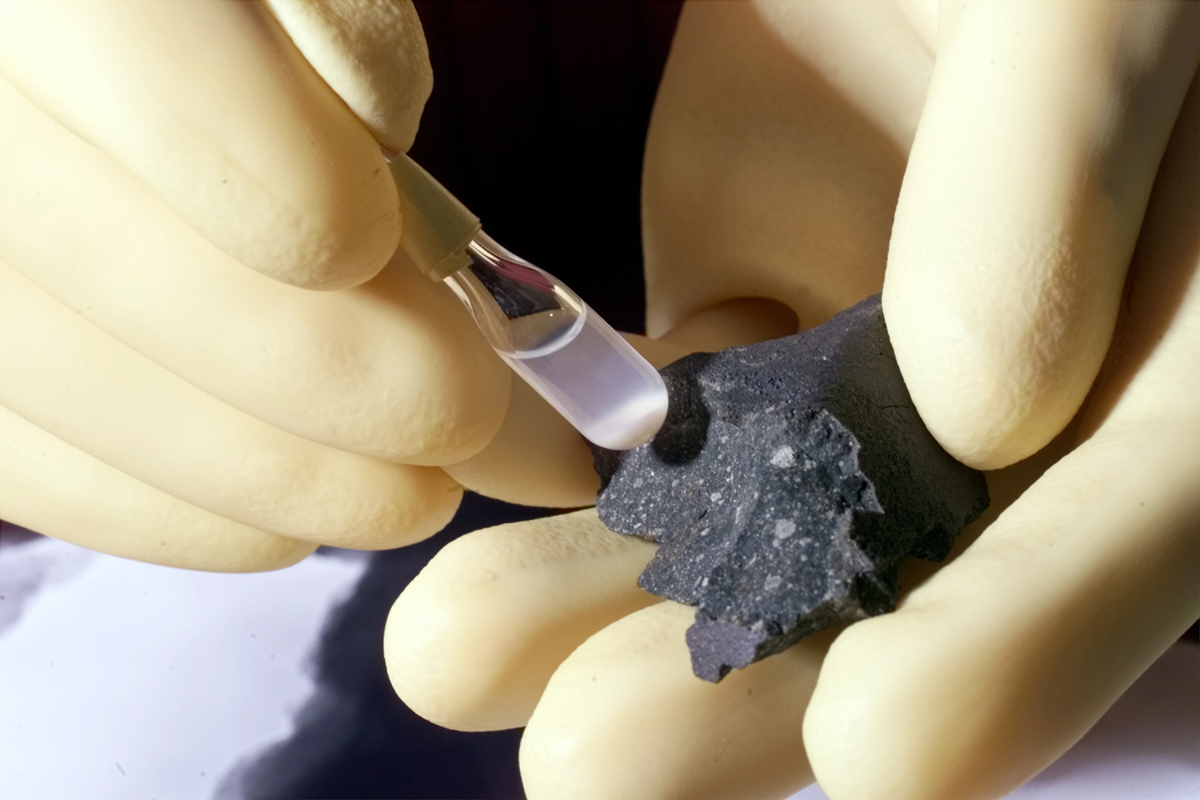
머치슨 운석 조각(오른쪽)과 분리된 개별 입자(시험관)

머치슨 운석에는 글라이신, 알라닌, 글루탐산과 같은 일반적이며 흔한 아미노산뿐만 아니라 이소발린, 류신류와 같이 특수한 아미노산도 포함되어 있다. 밀러와 유리의 실험에서 생성된 것과 유사한 알케인 이 운석에서 분리되었다. 세린과 트레오닌처럼 지구 오염물로 간주되는 아미노산은 시료에서 관찰되지 않았다. 또한 카르복실기 1개와 아미노기 2개를 지닌 아미노산 계열인 다이아미노산(diamino acids)도 머치슨 운석에서 확인되었다.
1970년 초기 보고서에 따르면 운석에서 발견된 아미노산들이 L-형과 D-형 광학 이성질체를 동일한 분량으로 지니는 라세미 혼합물이기에 생물이 아닌 비생물학적 방식으로 형성된 것이라 보고하였다. 이는 지구상의 단백질을 구성하는 아미노산은 모두 L-형 카이랄성 분자을 가지고 있기 때문이다. 이후 1982년에는 아미노산 알라닌이 L-형이 더 많다는 보고가 있었지만 알라닌은 단백질생성성 아미노산이기 때문에 일부 과학자들은 지구에서 온 오염일 가능성을 제기했다. 그 이유는 “비생물학적이며 입체선택적인 분해 또는 합성이 단백질생성성 아미노산에서만 일어나고 단백질비생성성 아미노산에서는 일어나지 않는 것은 비정상적이다”는 주장이었다. 그러나 1997년에는 여러 단백질비생성성 아미노산들에서도 L-형의 과잉이 발견되었고, 이는 태양계 내 분자의 비대칭성이 외계 기원일 가능성을 보였다. 일부 아미노산은 라세미 혼합물로 발견되었다. 비슷한 시기에 질소 동위원소인 15N이 농축되어 있다는 현상 또한 보고되었지만 이 결과와 다른 아미노산은 그렇지 않은 알라닌의 비라세미성은 분석 오류 때문일 가능성도 제기되었다.
2001년에는 운석에서 확인된 유기 화합물은 폴리올까지 확장되었다.
| 화합물 종류      | 농도 (ppm) |
| ---------------- | ---------- |
| 아미노산         | 17–60      |
| 지방족 탄화수소  | >35        |
| 방향족 탄화수소  | 3319       |
| 풀러렌           | >100       |
| 카복실산         | >300       |
| 하이드로카복실산 | 15         |
| 퓨린 및 피리미딘 | 1.3        |
| 알코올           | 11         |
| 설폰산           | 68         |
| 포스폰산         | 2          |
| 총합             | >3911.3    |

머치슨 운석에는 오른손잡이성 광학 이성질체와 왼손잡이성 광학 이성질체가 혼합된 아미노산이 존재한다. 생명체에서 사용되는 대부분의 아미노산은 왼손잡이성 광학 이성질체이고, 당류는 오른손잡이성 광학 이성질체이다. 2005년, 스웨덴의 화학자들은 이러한 광학 이성질체의 균일함이 프롤린과 같은 왼손잡이성 광학 이성질체 아미노산의 작용에 의해 유도되었을 가능성을 제시하였다.
여러 가지 증거에 따르면 머치슨 운석에서 잘 보존된 파편의 내부 부분은 본래의 상태를 그대로 유지하고 있는 것으로 나타난다. 2010년의 한 연구에서는 분광법을 포함한 고해상도 분석 도구를 사용해 이 운석 샘플에서 14,000개의 분자 화합물과 70종의 아미노산을 확인했다. 질량 분석법을 이용한 제한적인 분석 범위만으로도 50,000개 이상의 고유한 분자 조성이 존재할 수 있으며, 연구팀은 이 운석 안에 수백만 가지의 다양한 유기 화합물이 존재할 가능성도 있다고 추정했다.
2019년 11월, 머치슨 운석은 Northwest Africa 801 운석과 함께 우주에 리보스가 존재하고 지구로 운반되었음을 보여주는 첫 증거가 되었다. 이는 기체 크로마토그래피 질량 분석법(GC-MS)을 통해 분석되었다.
2020년, NASA는 머치슨 운석, 머레이 운석, 태기시 호 운석에서 헥사메틸렌테트라민이 발견되었다고 발표하였다.

## 핵염기
머치슨 운석에서는 퓨린과 피리미딘 화합물이 검출되었다. 우라실과 잔틴의 탄소 동위원소 비율은 각각 δ13C = +44.5‰, δ13C = +37.7‰은 이 화합물들이 지구 외부 기원을 가지고 있음을 보여준다. 이 운석 표본은 초기 태양계 천체들이 다양한 유기 화합물을 지구로 운반해 이러한 물질들이 생명의 기원에 중요한 역할을 했을 수 있다는 것을 알려준다.

## 같이 보기
- 우주화학
- 판스페르미아설